# Fosfor czerwony

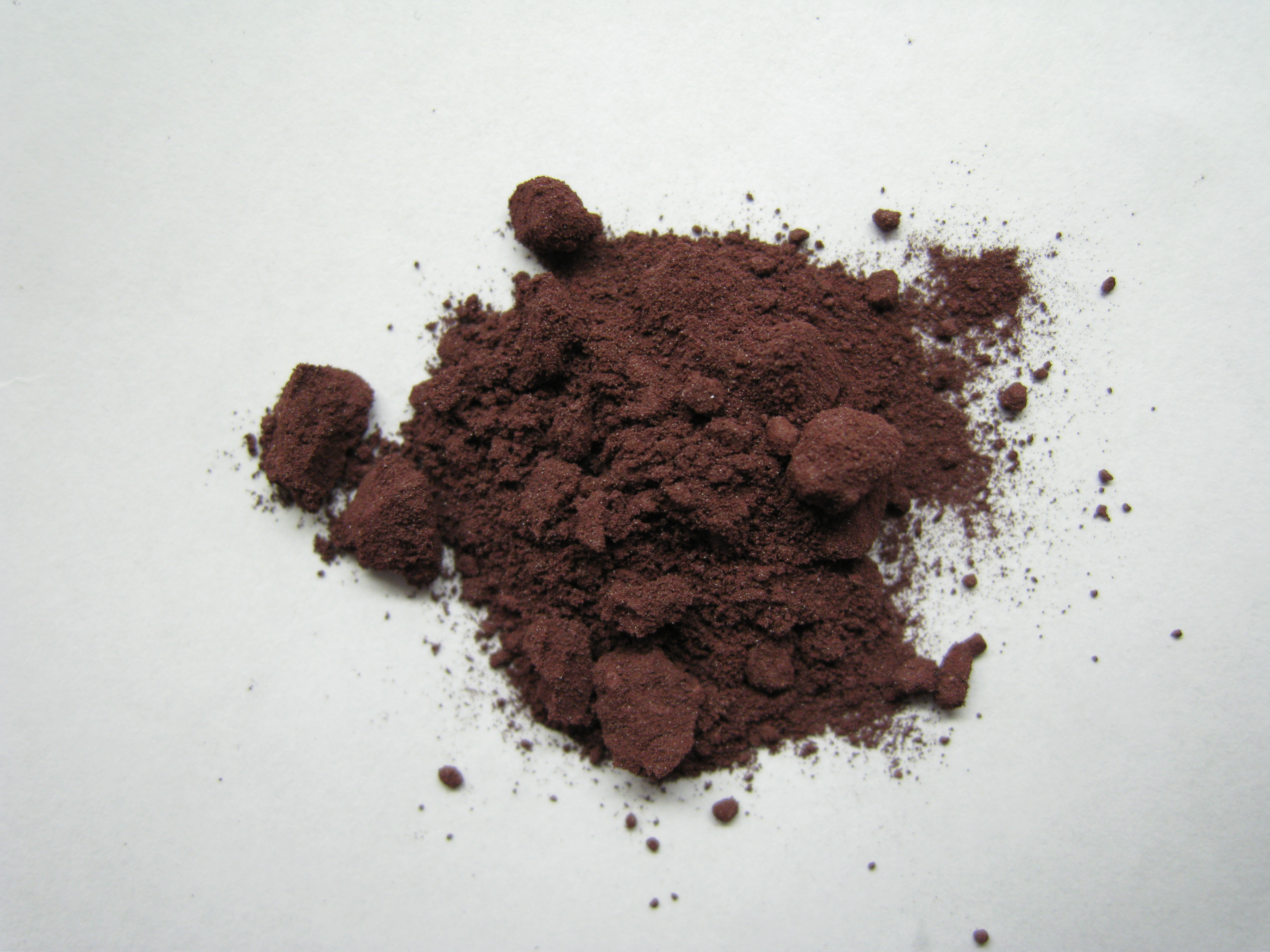
Fosfor czerwony

Fosfor czerwony – alotropowa odmiana fosforu. Występuje pod postacią ciemnoczerwonego proszku. Substancja nierozpuszczalna w wodzie ani w żadnym rozpuszczalniku.
Brak właściwości trujących. Mniej aktywny niż fosfor biały, nie utlenia się w normalnych warunkach. Ulega samozapłonowi po ogrzaniu do temperatury 260 °C–400 °C. Jego gęstość to 2,34 g/cm³, w temperaturze 416 °C sublimuje. Jest jednym ze składników draski na pudełkach od zapałek.